# Dianwéli
Dianwéli of Dianwely is een gemeente (commune) in de regio Mopti in Mali. De gemeente telt 8600 inwoners (2009).
De gemeente bestaat uit de volgende plaatsen:
- Beni
- Dianwéli Kessel
- Dianwéli Maoundé (hoofdplaats)
- Fombori Do
- Gamni
- Guereban
- Guimel
- Soroni